# Alexiidae
Alexiidae Imhoff, 1856 è una famiglia di coleotteri del sottordine Polyphaga.

## Tassonomia
La famiglia Alexiidae include l'unico genere Sphaerosoma Samouelle, 1819.